# ذى الضبع (ذي السفال)

تعديل مصدري - تعديل

ذى الضبع محلة تابعة لقرية نفس ريد، التابعة لعزلة ريده ورياد بمديرية ذي السفال إحدى مديريات محافظة إب في الجمهورية اليمنية، بلغ تعداد سكانها 39 حسب تعداد اليمن لعام 2004.